# Бучжаньтай
 Бучьжаньтай, Буджантай  (маньчж. , кит. трад. 布占泰) (1575—1618) — чжурчжээньский бэйлэ (вождь) племенной конфедерации Ула (1596—1613).

## Биография
Буджантай происходил из рода Начибулу (納奇卜祿), предка родов Ула и Хада из клана Нара. Предание говорило о том, что Начибулу привлек внимание некоторых монголов, которые хотели подчинить его себе. Однако когда монголы попытались взять его в плен, он успешно подчинил их себе, а когда они закричали, чтобы узнать его имя, он ответил с вызывающим вызовом: «Нара». Таким образом, важный чжурчженьский клан Нара, как предполагается, получил свое название. Насибулу поселился недалеко от современного Гирина на реке Сунгари, которую часто называли просто Ула, или «река». Там он стал успешным охотником и звероловом, который привлек много последователей. Несколько поколений спустя, два брата среди его потомков, Кесина (克什納) и Гудуи Джуян (古對珠延), стали предками ветвей Хада и Ула из клана Нара. Буян (布延), внук Гудуи Джуяна, укрепил поселение на Сунгари и назвал себя бэйлэ племени Ула. Его внуками были Мантай (滿泰) и Буджантай, оба из которых унаследуют положение бэйлэ в плени Ула.
Племя Ехэ под предводительством бэйлэ Буджая (布齋,布戒) и Наримбулу собрало различные группы в Хулуньский племенной союз вместе с некоторыми хорчинскими монголами, чтобы противостоять растущей мощи маньчжурского лидера Нурхаци. Буджантай возглавлял отряд Ула, но был взят в плен Нурхаци, когда Хулуньский союз потерпел в октябре 1593 года. Нурхаци воздержался от убийства Буджантая и, продержав его три года в качестве пленника. отправил его под конвоем обратно в Ула. Мантай, бэйлэ племени Ула, и его сын были недавно убитыми их соплеменниками. Буджантай был освобожден Нурхаци, установлен как бейлэ вместо своего брата и как данник Нурхаци. Чтобы укрепить связи с Нурхаци, он послал сестру в качестве жены брату Нурхаци, Шурхаци, и в 1597 году присоединился к Ехэ и другим племенам в формальном перемирии с Нурхаци. Через два года Буджантай получил в жены дочь Шурхаци, а в 1601 году он устроил брак своей племянницы, будущей императрицы Сяо Ли, с Нурхаци. Спустя два года после безуспешных попыток заполучить дочь монгольского вождя из рода Борджигин, он попросил у Нурхаци еще одну жену и получил вторую дочь его брата Шурхаци.
Несмотря на то, что эти супружеские узы существовали между бэйлэ Улу и Нурхаци, в 1607 году между Нурхаци и Буджантаем вспыхнула война, в которой последний потерпели поражение с потерей некоторых городов. Тогда Буджантай пообещал Нурхаци, что если он получит другую жену, то будет объявлено перемирие. Затем Нурхаци отправил к нему одну из своих дочерей, и это обеспечило мир между ними на четыре года. В 1612 году Буджантай попытался подкупить Буджая, бэйлэ Ехэ, чтобы тот отдал ему в жены дочь, обещанную Нурхаци. Он также подвергал унижению дочь Нурхаци, на которой женился, «стреляя в нее свистящими стрелами». Разгневанный этими действиями, Нурхаци лично принял командование военной экспедицией, которая полностью разгромила племя Ула в 1613 году. Буджантай бежал на земли племени Ехэ, где был принят местным бэйлэ Гинтаиси, который дал ему убежище. Он умер до того, как племя Ехэ также было завоевано и попало под контроль Нурхаци.